# Avignon villamosvonal-hálózata
Avignon villamosvonal-hálózata (francia nyelven: Tramway d'Avignon) egy normál nyomtávolságú villamoshálózat Franciaországban, Avignonban. A hálózat jelenleg egy vonalból áll, melynek hossza 5,3 km. A városban 14 Alstom Citadis Compact sorozatú villamos közlekedik 750 Voltos felsővezetékes áramrendszerrel. A közlekedés 2019. október 19-én indult meg.

## Története
A városban korábban már működött egy 1000 mm-es nyomtávolságú villamosüzem. Az első vonalat 1898-ban adták át, a hálózat 1901-re érte el legnagyobb kiterjedését. A hálózat összesen hét vonalból állt, teljes hossza 17 km volt. Évente kétmillió utast szállított, ám 1932-ben mégis a bezárása mellett döntöttek.
Az új villamosvonalat 2019-ben nyitották meg, már 1435 mm-es nyomtávolsággal. A távlati tervek között szerepel egy további vonal építése is.

## Képgaléria

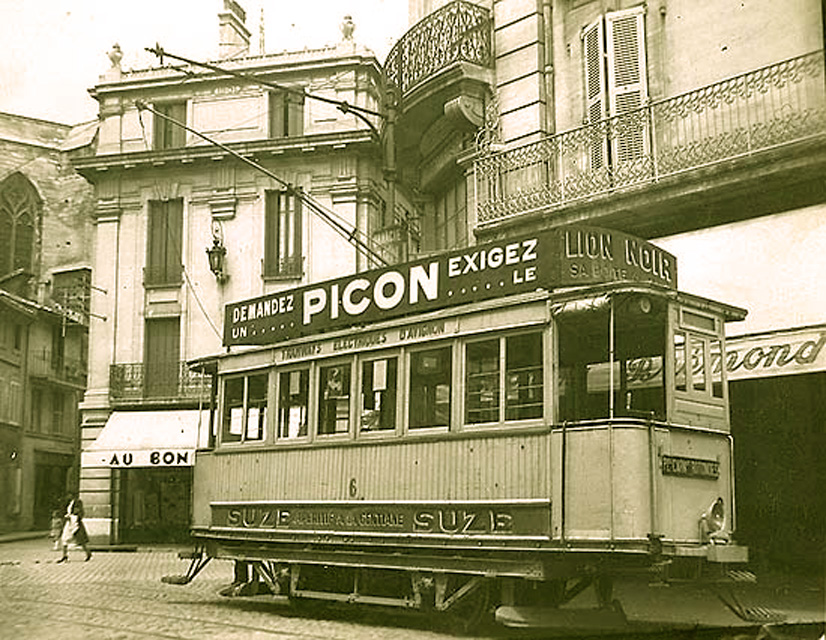
Az egykori villamos
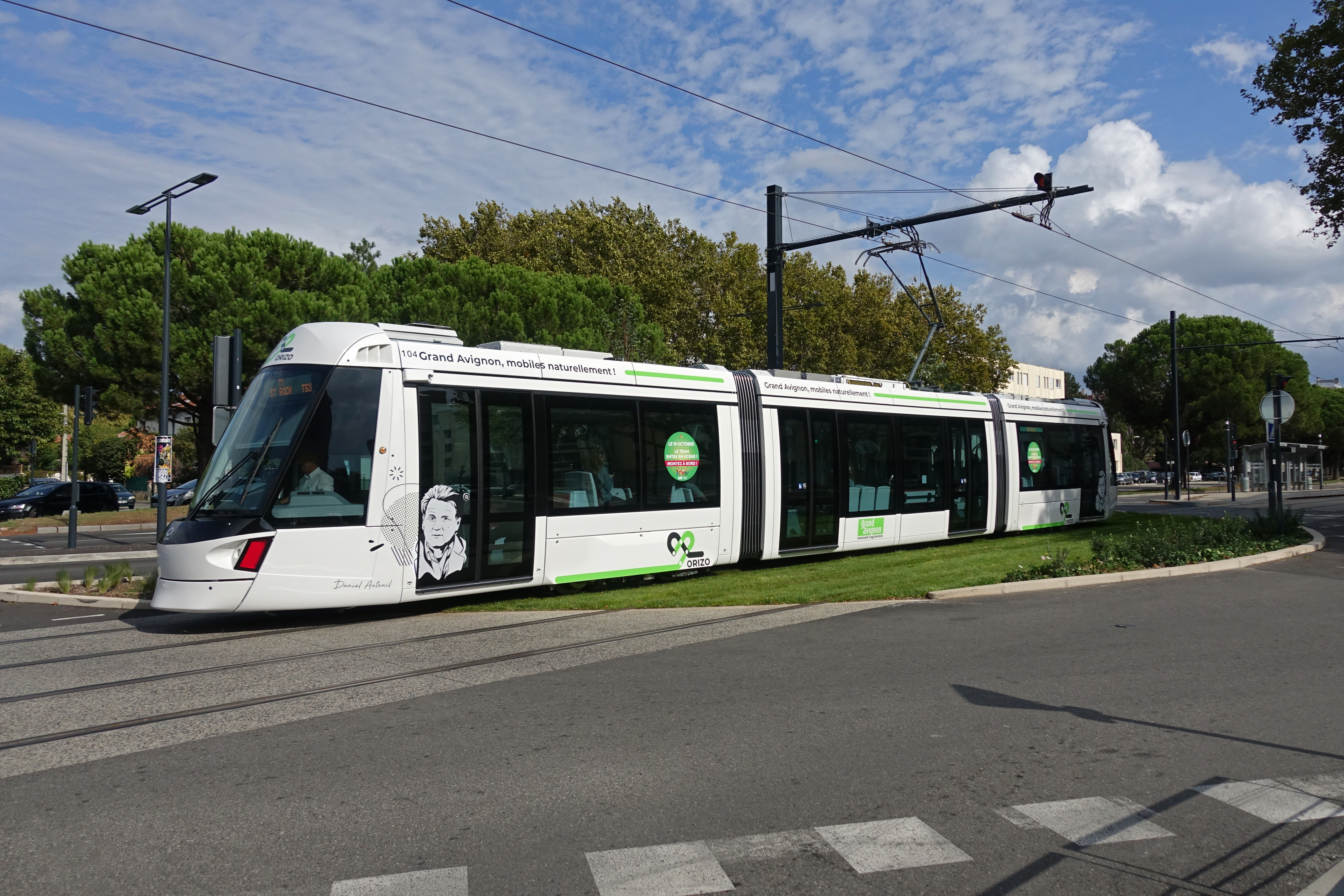
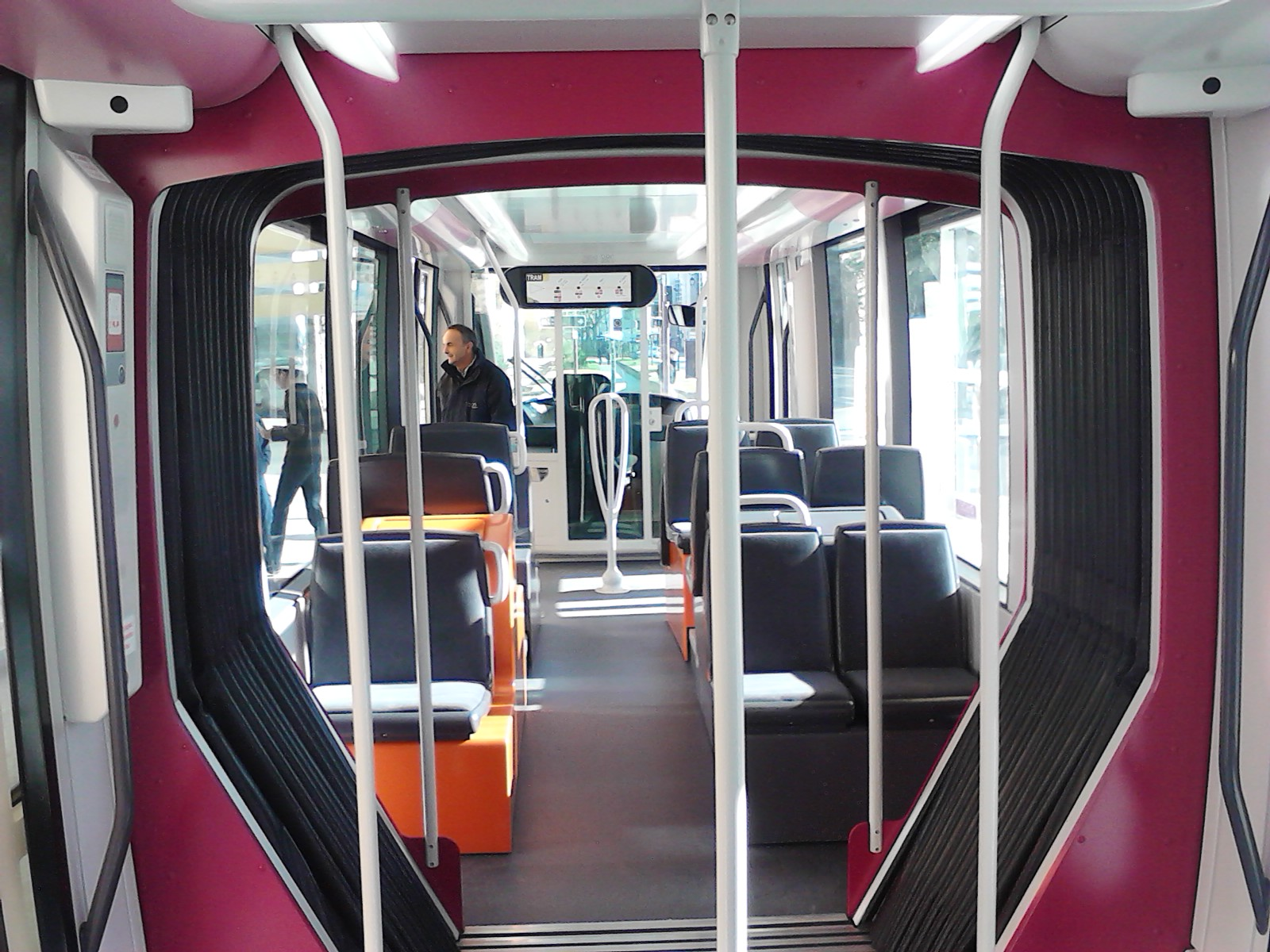
Egy mai modern villamos belső tere
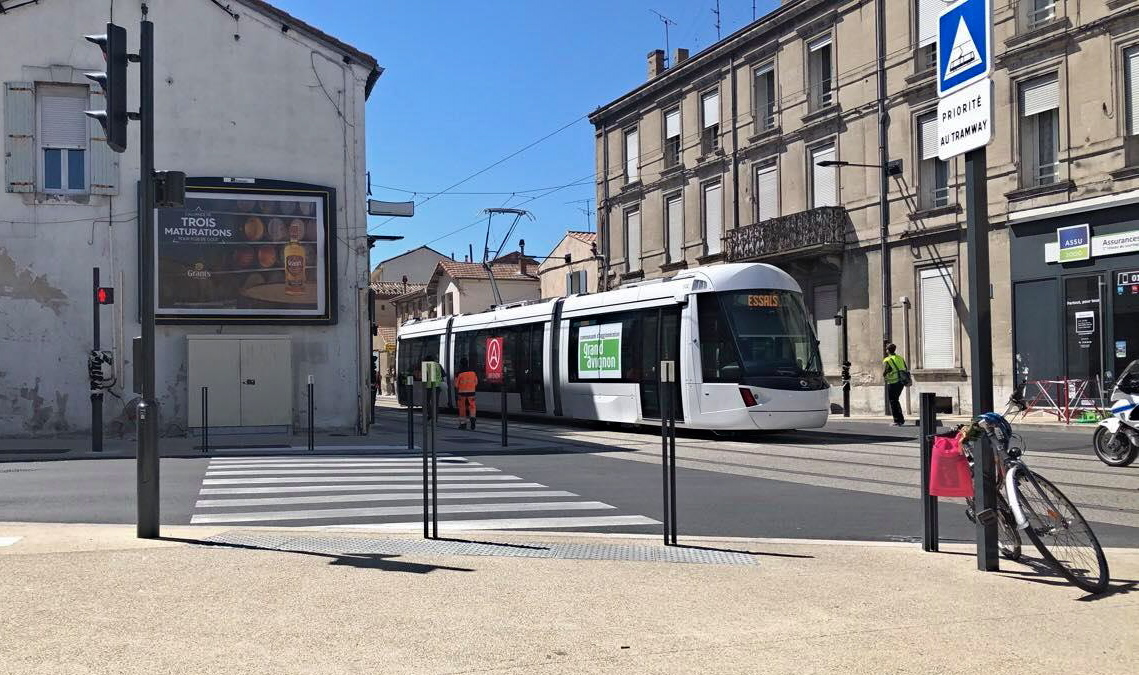